# Perfect Day (Cascada-dal)
A Perfect Day a Cascada ötödik kislemeze az azonos nevű albumról.

## Dallista
USA
1. Perfect Day (Album Version) – 3:44
2. Perfect Day (Digital Dog Radio) – 3:21
3. Perfect Day (Rock Version) – 3:33
4. Perfect Day (Extended Version) – 5:18
5. Perfect Day (Digital Dog Club) – 6:04
6. Perfect Day (Digital Dog Dub) – 5:51

Európa
1. Perfect Day (Radio Edit) – 3:42
2. Perfect Day (Rock Radio Edit) – 3:31
3. Perfect Day (Club Mix) – 5:16
4. Perfect Day (Digital Dog Remix) – 6:04